# 維申基 (特諾皮爾州)
49°13′40″N 25°26′47″E / 49.22778°N 25.44639°E
維申基（烏克蘭語：Вишеньки）是烏克蘭的村落，位於該國西部捷爾諾波爾州，由捷尔诺波尔区負責管轄，始建於1564年，面積0.15平方公里，海拔高度354米，2001年人口27，人口密度每平方公里182.4人。